# Verkehrslandeplatz Mönchengladbach

i7
i11
i13

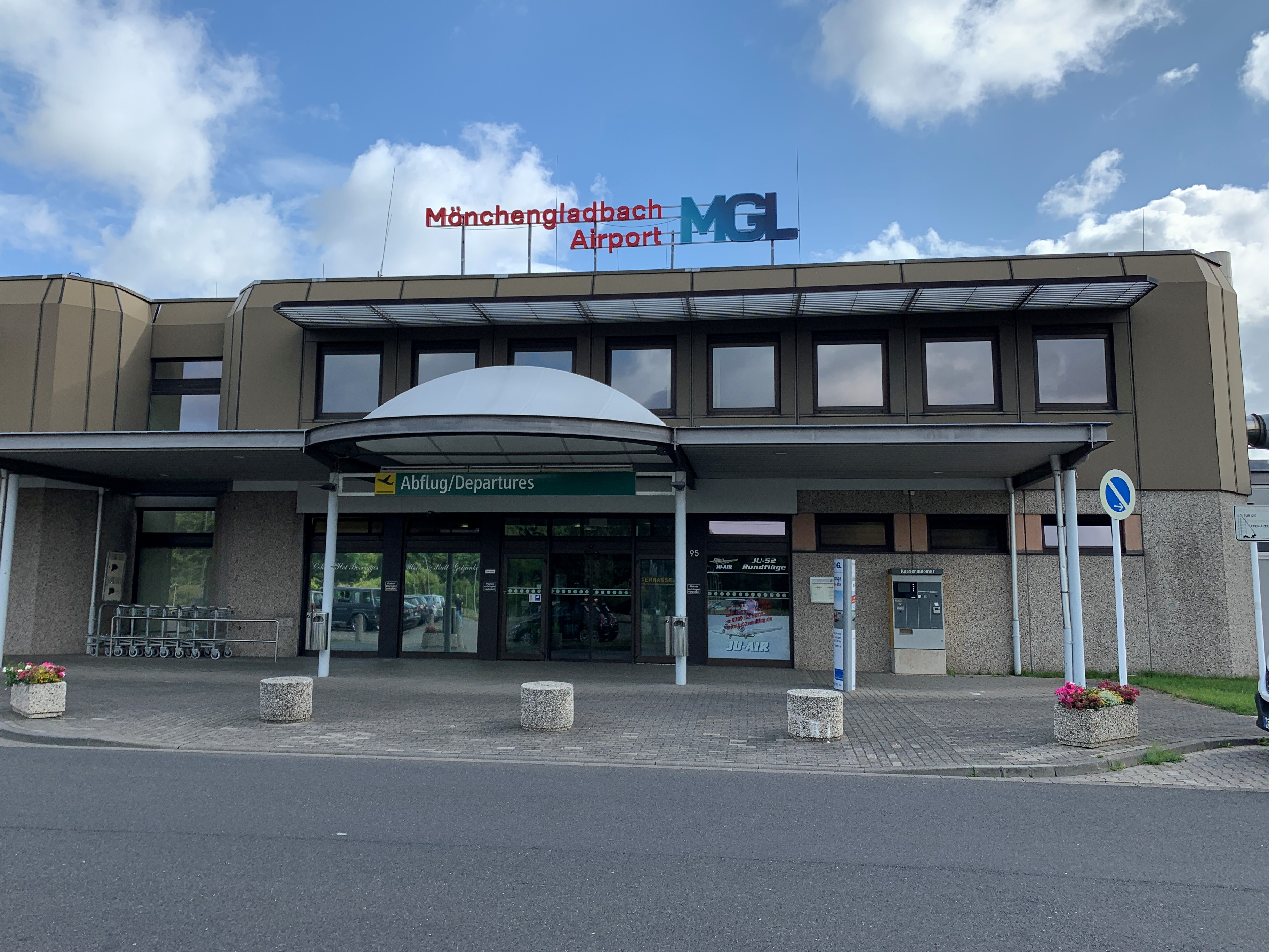
Terminal des Flugplatzes

Der Flugplatz Mönchengladbach (IATA-Code: MGL, ICAO-Code: EDLN) ist ein deutscher Verkehrslandeplatz im Nordosten der Stadt Mönchengladbach.

## Flugplatzanlage
Die Start-/Landebahn ist für den Charterverkehr zu kurz. In Notfällen könnten kleine und mittlere Linienflugzeuge (bis Airbus A320/Boeing 737) aber dennoch sicher landen.
Die Landebahn ist in beide Richtungen für Anflüge der Allwetterflugbetriebsstufe CAT I zugelassen. Die Flugverkehrskontrolldienste werden während der Betriebszeiten von der DFS Aviation Services durchgeführt.
Das Bild des Flugplatzes ist primär von der allgemeinen Luftfahrt (General Aviation) und vom Werksflugverkehr für die angesiedelten Wartungsunternehmen geprägt.

## Betreiber
Der Flugplatz wird von der Flughafengesellschaft Mönchengladbach GmbH seit 1956 betrieben. Diese gehört zu 54,75 % EWMG-Entwicklungsgesellschaft der Stadt Mönchengladbach mbH, zu 25,24 % der NEW mobil und aktiv Mönchengladbach, zu 20 % der Flughafen Düsseldorf GmbH und zu 0,01 % der Stadt Willich.
Zuvor war die Flughafen Düsseldorf GmbH mit 70,03 % Hauptanteilseignerin. Der Stadtrat der Stadt Mönchengladbach hatte jedoch im Mai 2018 dem Erwerb von Anteilen von der Betreibergesellschaft des Düsseldorfer Flughafen beschlossen, sodass sich der Anteil von 70,03 % auf 20 % reduzierte.
Des Weiteren sind fünf Wartungsunternehmen in MGL vertreten und bilden einen wichtigen Standort für Flugzeugwartungen. Der Geschäftsflugreiseverkehr (Business Aviation) macht den größten Anteil davon aus.
Zusätzlich bieten vier Flugschulen und ein Verein in MGL die Möglichkeit, einen Pilotenschein zu erwerben, wodurch die allgemeine Luftfahrt in Mönchengladbach gestärkt wird.

## Geschichte
1945 wurde durch die United States Army Air Forces (USAAF) ein Behelfsflugplatz unter der Bezeichnung Advanced Landing Ground ALG Y-56 Mönchengladbach in Betrieb genommen und am 3. September 1945 der Royal Air Force wegen der Zugehörigkeit zur Britischen Besatzungszone übergeben. Der heutige Verkehrslandeplatz ist bereits der zweite Flugplatzstandort Mönchengladbachs. Der erste Flugplatz befand sich bis 1945 im Westen der Stadt.
Hier befindet sich heute der Nordpark.
Das Gelände des Verkehrslandeplatzes wurde nach 1945 als Abfallsammelplatz und Trümmerablagestelle genutzt. Als darüber Gras gewachsen war, entstand ein Modellflugplatz und ein Fallschirmspringergelände mit viel Zulauf an den Wochenenden.
Das Segelfluggelände Mönchengladbach entstand 1955 als kleiner Segelflugplatz, der nur eine Grasbahn hatte. Zwei Jahre später wurde ein Hangar errichtet, im Jahr darauf baute man einen Tower und ein Passagiergebäude.
Der Bau der bis heute bestehenden 1200 Meter langen Start- und Landebahn begann 1970 und war 1973 abgeschlossen.
1993/1994 übernahm die Flughafen Düsseldorf GmbH 70 Prozent der Mönchengladbacher Flughafengesellschaft in der Absicht, den Regionalflugverkehr vom Düsseldorfer Flughafen nach Mönchengladbach zu verlagern. Am 1. April 1996 wurde der Linienflugverkehr eröffnet. Der Flugplatz wurde wegen der Folgen des zehn Tage später am Flughafen Düsseldorf ausgebrochenen schweren Brandes zunächst wichtiger Ausweichflugplatz und hatte 1998 224.000 Fluggäste. In den folgenden Jahren führten jedoch Konkurse und Abwanderungen von Fluggesellschaften zu einem deutlichen Rückgang.
Von April 1996 bis Februar 2003 bot die belgische Fluggesellschaft VLM Airlines Flüge zwischen Mönchengladbach (Düsseldorf Express Airport Mönchengladbach MGL) und London-City an. Genutzt wurden dabei Turbopropflugzeuge des Typs Fokker 50. Ab dem Jahr 1999 konnte man mit VLM via London auch die Kanalinseln erreichen. Zum 1. März 2003 wurde die Verbindung eingestellt. Ebenso unterhielt die britische Fluggesellschaft Debonair in dieser Zeit Linienflüge nach London-Luton, Barcelona, Madrid, Rom und München. Vom 1. März bis 31. Oktober 2003 flog auch Air Berlin von Mönchengladbach nach Bergamo, London-Stansted, Zürich und Wien.
Ab dem 5. Februar 2007 nahm die neu gegründete österreichische Fluggesellschaft Smartline ihren Flugbetrieb auf. Die Verbindung nach St. Gallen wurde zweimal pro Tag angeboten. Der Flugbetrieb wurde jedoch wegen offensichtlichen Nachfragemangels bereits im März wieder ausgesetzt. Zuletzt flog eine weitere Gesellschaft während der Sommermonate einmal wöchentlich nach Usedom. Seit der Abwanderung der Fluggesellschaft GLOBUS, die mit einer ATR 42 die Flughäfen Heringsdorf auf Usedom und Kattowitz in Polen anflog, gibt es keinen Linienflugverkehr mehr. Seitdem werden gelegentlich noch Rundflüge über die Region Mönchengladbach bis in den Norden von Düsseldorf angeboten. Zudem dient der Vorplatz des Flugplatzes als Haupthaltestelle eines örtlichen Reisebusanbieters, von wo aus größere Busreisen starten und enden.

## Pro und contra
Viele Kritiker sehen den Verkehrslandeplatz als überflüssig an. Sie stützen sich dabei auf die Argumentation, dass in Nordrhein-Westfalen u. a. mit dem Düsseldorfer Flughafen, dem Flughafen Köln/Bonn und dem Flughafen Niederrhein bereits eine mehr als ausreichende Menge an luftfahrttechnischer Infrastruktur vorhanden sei.
Unterstützer dagegen sind der Meinung, dass der Verkehrslandeplatz eine wichtige Entlastung für den Düsseldorfer Flughafen darstellen könne und sehen ihn vor allem als Regionalflughafen, der durch kurze Wege, schnelle Abfertigung und seine Übersichtlichkeit punkten sollte.
Außerdem führen sie als Argument für die Überlebensfähigkeit des Airports ins Feld, dass die Fluglinie Air Berlin mit ihren Linienflügen ab Mönchengladbach auf reges Kundeninteresse gestoßen sei, sich aber trotzdem zurückzog, da die verwendeten BAe 146 Flugzeuge aus ihrer Sicht nicht profitabel genug waren und der Einsatz wirtschaftlicherer Maschinen wegen der kurzen Start- und Landebahn nicht möglich sei. Außerdem sollen weitere Arbeitsplätze durch die Ansiedlung von Unternehmen in Flugplatznähe entstehen.

## Zukunft
Um den Flugplatz attraktiver zu machen, wurde 2003 ein Antrag auf Eröffnung eines Planfeststellungsverfahrens beim Land Nordrhein-Westfalen eingereicht. Das Ziel dieses Antrages war die Verlängerung der Start- und Landebahn auf 2320 Meter und der Bau eines neuen Terminals, das auf 3 Millionen Passagiere pro Jahr ausgelegt ist. Dieses Vorhaben ist gescheitert, denn der Regionalrat des Regierungsbezirkes Düsseldorf hat am 29. September 2005 entschieden, dass eine notwendige Änderung des Gebietsentwicklungsplanes nicht vollzogen wird.
Einer der Gründe: Der Verkehrslandeplatz Mönchengladbach liegt im Verkehrsschatten des Internationalen Flughafens Düsseldorf. Hierdurch wird seine Entwicklung stark beeinträchtigt. Wie sich dieser Verkehrsschatten auswirkt, musste der Verkehrslandeplatz Mönchengladbach in den zurückliegenden Jahren erfahren. Von 180.000 Fluggästen pro Jahr (gezählt werden An- und Abflug) sank die Zahl der Fluggäste auf aktuell 31.000 pro Jahr.
Am 23. Mai 2007 erklärte der zuständige Minister für Bauen und Verkehr Wittke im Düsseldorfer Landtag, dass aufgrund der Ablehnung des Gebietsentwicklungsplans durch den Regionalrat (siehe oben) und aus Mangel an Rückendeckung durch das Landesluftverkehrskonzept es keinen Ausbau des VLPs MGL geben wird.
In der regionalen Presse wurde dies als drohendes Aus für den Verkehrslandeplatz bezeichnet.
Im Dezember 2009 erklärte die Düsseldorfer Flughafengesellschaft, dass sie künftig auf einen Ausbau des Mönchengladbacher Verkehrslandeplatzes verzichten will. Der Flugplatz soll weiterhin betrieben werden, über die Maßnahmen zur notwendigen Kostenreduzierung ist gegenwärtig jedoch noch keine endgültige Entscheidung gefallen. Die Düsseldorfer Flughafengesellschaft entschied im Juni 2010, dass sie weiterhin für die Kosten des Verkehrslandeplatzes aufkommen will. Einsparungen sollen durch eine Verkürzung der Betriebszeiten und durch den Ausschluss des Linien- und Charterverkehrs erzielt werden.
Im September 2019 wurde bekannt, dass die Entwicklungsgesellschaft der Stadt Mönchengladbach (EWMG) den Pachtvertrag für die nahe liegende Trabrennbahn auf Ende Dezember 2021 zugunsten des Flugplatzausbaus gekündigt hat. Ziel ist, den Flugplatz langfristig zu sichern und als Wirtschaftsfaktor für die Stadt Mönchengladbach zu stärken. Dabei spielt die Expansion bestehender Betriebe im Wartungs- und Schulungsbereich ebenso eine Rolle wie die Ansiedlung neuer innovativer Player im Flugumfeld, im Bereich Event und Hotellerie.
Bereits heute wird am Flugplatz Mönchengladbach zu innovativen Mobilitätskonzepten geforscht. Die Flughafengesellschaft ist Partner im interdisziplinären Forschungsprojekt SkyCab unter Leitung der FH Aachen, das vom Bundesministerium für Verkehr und digitale Infrastruktur gefördert wird und einen ganzheitlichen Blick auf innovative Mobilitätskonzepte wie Flugtaxen wirft. Entwickelt wird ein Flugtaxi mit dazugehörigem Mobilitätskonzept für die innereuropäische Modellregion zwischen Maas, Rhein und Ruhr. SkyCab soll einen dezidierten Beitrag zur Mobilitätswende in der Region leisten und durch die Nutzung des Luftraums zu einer sehr schnellen, sauberen und effizienten Mobilität beitragen. Am Flugplatz Mönchengladbach steht die Frage im Fokus, wie solche Flugobjekte in die regionale Verkehrsinfrastruktur und den aktiven Luftraum integriert werden können. Das Testareal mit Kontrollzone und einer vollständigen luft- und bodenseitigen Infrastruktur ist dazu ideal.

## Ausstellung und Veranstaltungen

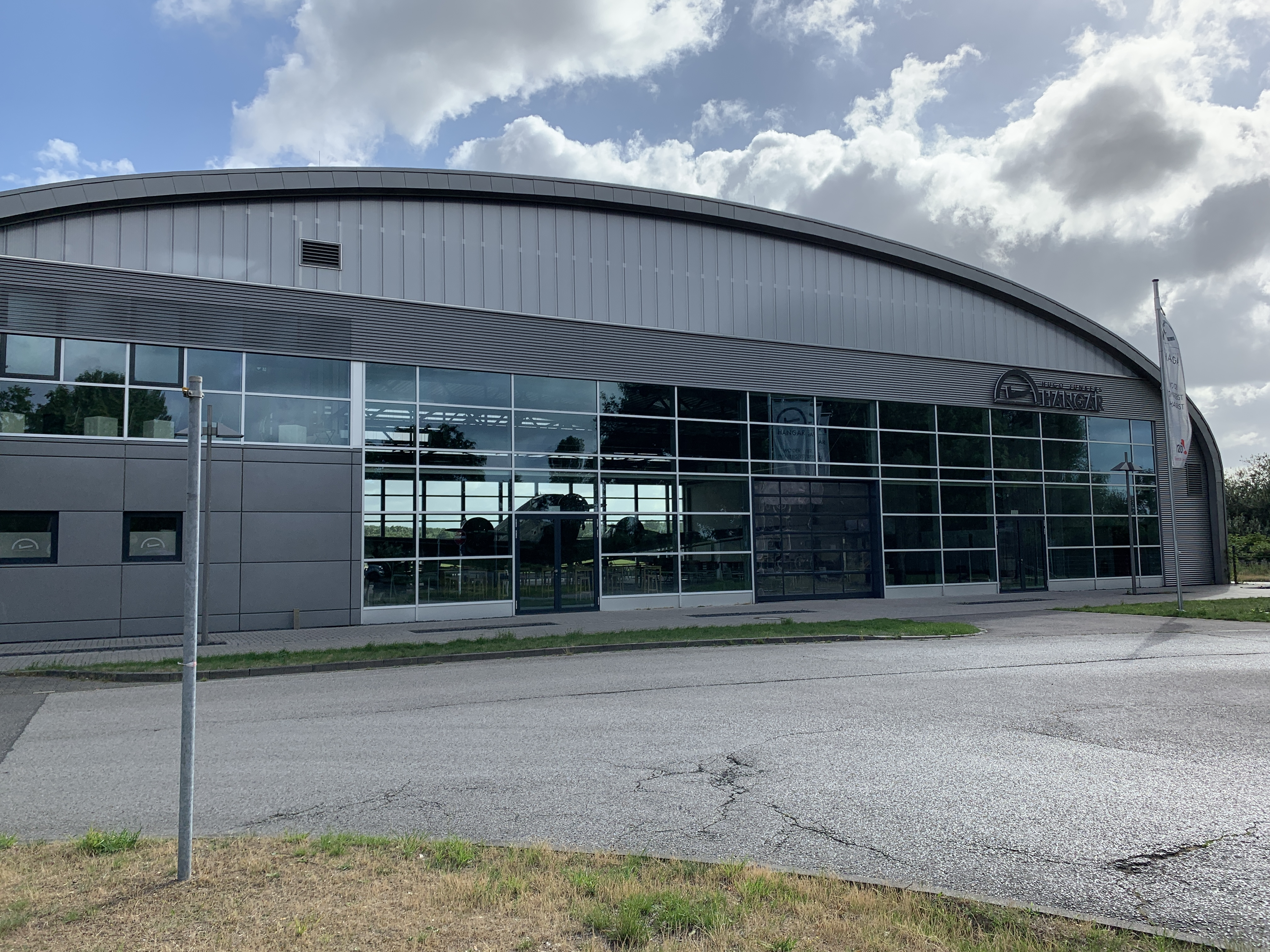
Eventhangar des Flugplatzes Mönchengladbach

Der Hugo Junkers Hangar auf dem Gelände des Flugplatzes Mönchengladbach wird seit 2015 als Veranstaltungs- und Ausstellungsort, für Konferenzen, Betriebsfeiern u. ä. genutzt. Zudem findet alljährlich jeden letzten Sonntag von Mai bis September ein „Fly and Drive In“ statt. An diesen Tagen treffen sich fliegende und fahrende historische Oldtimer, vom Doppeldecker über Kraftfahrzeuge bis hin zu Fahrrädern auf dem Vorfeld des Hangars bei freiem Eintritt für Besucher. Mittelpunkt ist die in Mönchengladbach stationierte Ju 52, HB-HOY, die im Hangar ihr Zuhause hat, aber derzeit nicht flugfähig ist. Auch Rundflüge mit einigen historischen Flugzeugen sind an diesen Tagen möglich.